# Marian Meller

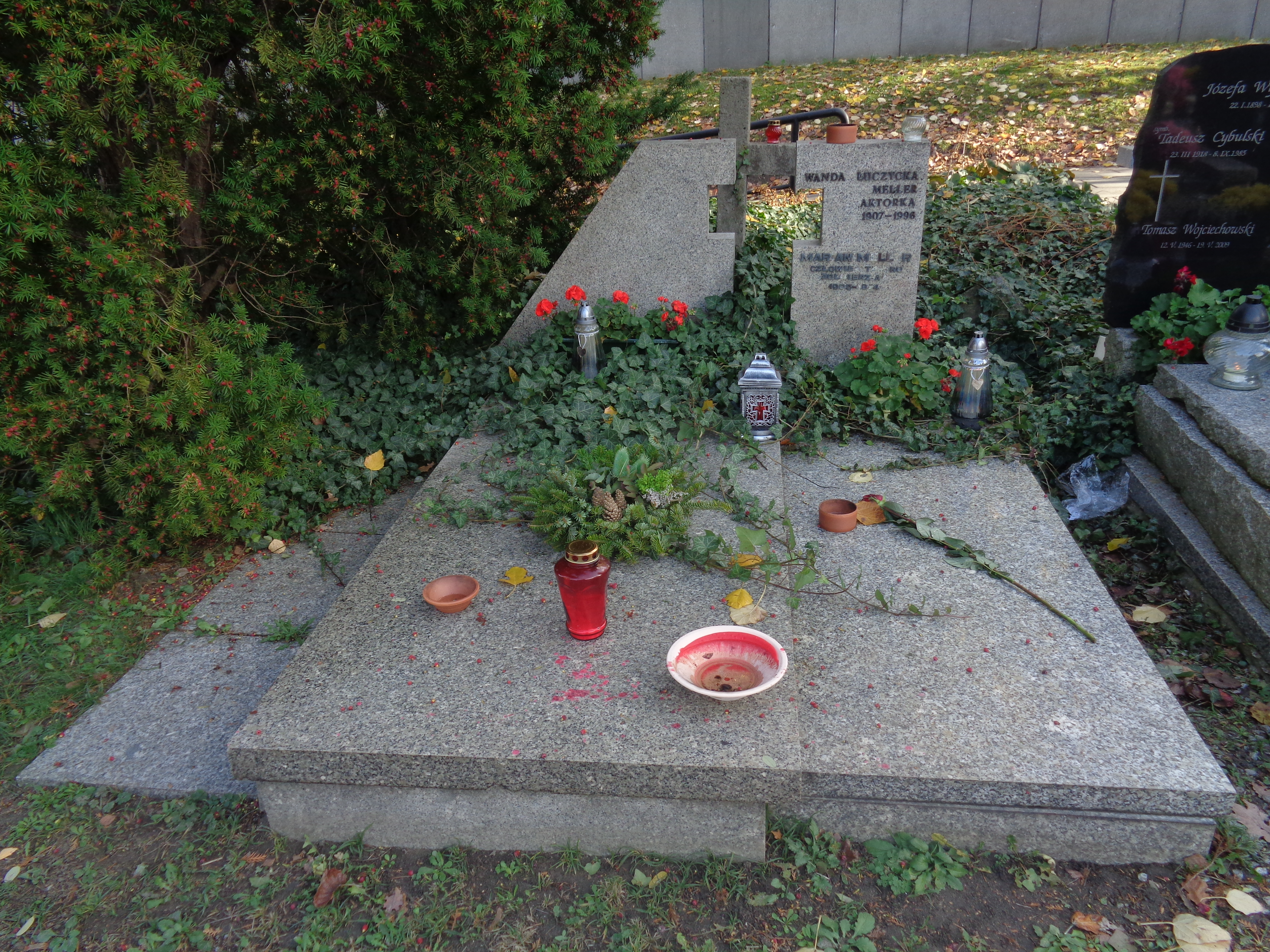
Grób Mariana i Wandy Mellerów na cmentarzu Wojskowym na Powązkach

Marian Meller (ur. 23 kwietnia 1905 w Stawie, zm. 18 sierpnia 1974 w Warszawie) – polski aktor, dyrektor teatrów.

## Życiorys
Urodził się w rodzinie Mariana i Anny ze Spechtów. Od marca 1923 razem z Ludwikiem Ludwikowskim kierował teatrem rewiowym Rozmaitości w kawiarni „Warszawa” w Stanisławowie. Rok później został inspicjentem w Teatrze Miejskim w Grudziądzu, a w sezonie 1925–1926 w Zjednoczonych Pomorskich Teatrach Torunia, Bydgoszczy i Grudziądza. Przez kolejne dwa sezony był inspicjentem w Toruniu, następnie został przyjęty do Instytutu Reduty w Wilnie, gdzie przebywał do 1931, a następnie brał udział w objazdach teatralnych, gdzie równocześnie pełnił funkcję sekretarza. Od 1932 był aktorem i dyrektorem administracyjnym Teatru Wołyńskiego w Łucku. W 1935 wyjechał do Warszawy, gdzie początkowo pełnił funkcję sekretarza Teatru Polskiego, a następnie Teatru Narodowego. W 1939 rozpoczął przygotowania do powstania wytwórni Kohorta, której uruchomienie uniemożliwił wybuch II wojny światowej. 
Podczas okupacji hitlerowskiej był kwatermistrzem Armii Krajowej na Zamojszczyźnie, używał pseudonimu Maska. W sierpniu 1944 przedostał się do Białegostoku, gdzie zorganizował zawodowy Teatr Wojewódzki. 
W październiku 1944 wyjechał do Lublina, gdzie był współzałożycielem i dyrektorem administracyjnym Teatru Wojska Polskiego, po zakończeniu wojny teatr ten prowadził scenę w Łodzi. W 1947 powrócił do Warszawy, gdzie został dyrektorem Teatru Nowego, dwa lata później Teatru Narodowego, a następnie od 1950 ponownie Teatru Nowego. W latach 1950–1952 był wykładowcą w Państwowej Wyższej Szkole Teatralnej, w 1952 został powołany na stanowisko dyrektora Teatru Narodowego i Teatru Nowego (1952/1953) oraz Teatru Nowej Warszawy (1953/1954). W sezonie 1954/1955 Minister Kultury i Sztuki powołał Mariana Mellera na stanowisko pełnomocnika do spraw teatrów powstających w budowanym Pałacu Kultury i Nauki, po oddaniu budynku do użytku w 1955 zorganizował tu siedzibę Teatru Domu Wojska Polskiego (od 1957 Teatr Dramatyczny). Od 1957 był członkiem kierownictwa artystycznego tego teatru, a od 1961 przez rok jego dyrektorem. W sezonie 1963/1964 pełnił funkcję doradcy artystycznego Teatru Nowego. W 1964 w wyniku choroby kręgosłupa przeszedł na rentę, równocześnie pozostał na stanowisku konsultanta artystycznego w Teatrze Narodowym. W sytuacjach kryzysowych był delegowany do teatrów m.st. Warszawy m.in. Rozmaitości i Polskiego. Marian Meller był zaliczany do najwybitniejszych dyrektorów teatralnych oraz zasłużonym działaczem Związku Artystów Scen Polskich. Wspólnie z Ewą Kuniną sprawował opiekę nad Domem Artystów Weteranów Scen Polskich w Skolimowie i doprowadził do jego rozbudowy. 
Od 14 kwietnia 1936 był mężem aktorki Wandy Łuczyckiej, z którą mieli syna Wiktora (ur. 1938), reżysera telewizyjnego i reportażysty.
Zmarł w Warszawie, pochowany na cmentarzu Wojskowym na Powązkach (kwatera K-5-88/89).

## Ordery i odznaczenia
- Krzyż Kawalerski Orderu Odrodzenia Polski (22 lipca 1953)[2]
- Srebrny Krzyż Zasługi (1939)
- Medal 10-lecia Polski Ludowej (19 stycznia 1955)[3]
- Złota Odznaka honorowa „Za Zasługi dla Warszawy” (17 stycznia 1963)[4]